# Saint-Léger-Magnazeix
Saint-Léger-Magnazeix è un comune francese di 524 abitanti situato nel dipartimento dell'Alta Vienne nella regione della Nuova Aquitania.

## Società

### Evoluzione demografica
Abitanti censiti